# Mulino (wieś w obwodzie niżnonowogrodzkim)
Mulino (ros. Мулино) – wieś (dieriewnia) w Rosji, w obwodzie niżnonowogrodzkim, w rejonie wołodarskim. W 2010 liczyła 91 mieszkańców.